# Bildnis Lida Bendemann
Im Bildnis Lida Bendemann stellte der Maler Eduard Bendemann seine Ehefrau Lida im Alter von 25 Jahren dar. Das 1847 in Dresden geschaffene Bildnis gilt als herausragendes Beispiel der bürgerlichen Porträtmalerei der Düsseldorfer Schule.

## Beschreibung, Entstehung, Bedeutung
Das vom Maler am 21. Februar 1847 signierte Gemälde zeigt Lida Bendemann sitzend in Dreiviertelansicht. Seit dem 28. Oktober 1838 war sie mit dem Maler Eduard Bendemann verheiratet. Das Paar lebte in dieser Zeit in Dresden, wo Lidas Gatte die Kunstakademie leitete, und hatte damals drei Kinder, zwei Söhne und eine Tochter. Eine weitere Tochter, die am 31. März 1846 geborene Fanny Mathilde Susanne, war am 30. Oktober 1846 gestorben. Ihrer Trauerstimmung entsprechend trägt Lida ein schwarzes Kleid mit einem seidig glänzenden, schwarzen Satinumhang und blickt den Betrachter direkt an. Aus ihrem Blick sprechen Melancholie und Resignation. Mit ihrer rechten Hand fasst sie an den Saum ihres Umhangs, ihre Linke ruht auf dem Schoß. Von der schweren, dunklen Kleidung hebt sich die filigrane weiße Spitze ab, die das Taschentuch auf ihrem Schoß, das Unterkleid an ihrem Dekolleté und ihre Haube zieren.
Lida sitzt in einem dunkelrot gepolsterten Lehnstuhl aus gedrechseltem, lackiertem Edelholz. An der cremefarbenen Wand hinter ihr sind mit Arabesken geschmückte Pilaster zu sehen. Sie flankieren ihr Bildnis und verweisen auf ein vornehmes, klassizistisches Wohnambiente. Auf Höhe von Lidas Schulter sind in den Pilasterschmuck Relief-Tondi eingelassen: Das linke Medaillon zeigt das Profil ihres Vaters, des Bildhauers Gottfried Schadow, das rechte als Selbstporträt ihren Ehemann Eduard, ebenfalls im Profil. Die mit Vater- und Gattenbildnis einhergehende, familiären Halt und dynastische Einbindung symbolisierende Einrahmung, Lidas Gesicht und Körperhaltung, die dunklen und gedeckten Farben sowie der architektonische Aufbau des Bildes verbinden sich zu einem Ausdruck von Ernst und Schwermut. In ihm, insbesondere in der idealistischen Feinmalerei von Gesicht und Händen, wirkt das romantische Schönheitsideal der Nazarener nach, dem Bendemann 1833 etwa mit der Allegorie Die zwei Mädchen am Brunnen gehuldigt hatte.
Kompositionell bezieht sich Lidas Bildnis auf das 1829 entstandene Porträt der Pauline Hübner, das Bendemanns Freund und Schwager Julius Hübner 1829 von Bendemanns Schwester Pauline gemalt hatte und das Bendemann sozusagen täglich vor Augen stand, da die Bendemanns und die Hübners seinerzeit in Dresden Tür an Tür wohnten. Hübner war für Bendemann in der Porträtmalerei ein Vorbild. In dessen Bildnis Paulines zeigt sich etwa das Motiv eines Pilasters als architektonisches Gliederungs- und Gestaltungselement. In der Düsseldorfer Malerei wandte dieses manieristische Motiv der florentinischen Renaissancemalerei bereits der biedermeierliche Bildnismaler Heinrich Christoph Kolbe an. Der Entstehungsprozess des Lida-Bildnisses lässt sich auf Zeichnungen in einem Skizzenbuch Bendemanns zurückverfolgen, das in der Zeit von September 1845 bis vielleicht Anfang 1847 in dessen ständiger Benutzung war. Anknüpfend an das Bildnis seiner Ehefrau und kompositionell als ein Gegenstück zu diesem schuf Bendemann 1860 ein Porträt seines Schwagers und Lehrers Wilhelm von Schadow, das sich heute in der Sammlung des Königlichen Museums der Schönen Künste Antwerpen befindet. Im Pilaster-Wandrelief dieses Bildes ist allegorisch ein Engel dargestellt, der als Symbol der Düsseldorfer Malerschule einen Baum mit dem Schriftzug Duesseldorf in seiner Krone pflanzt.

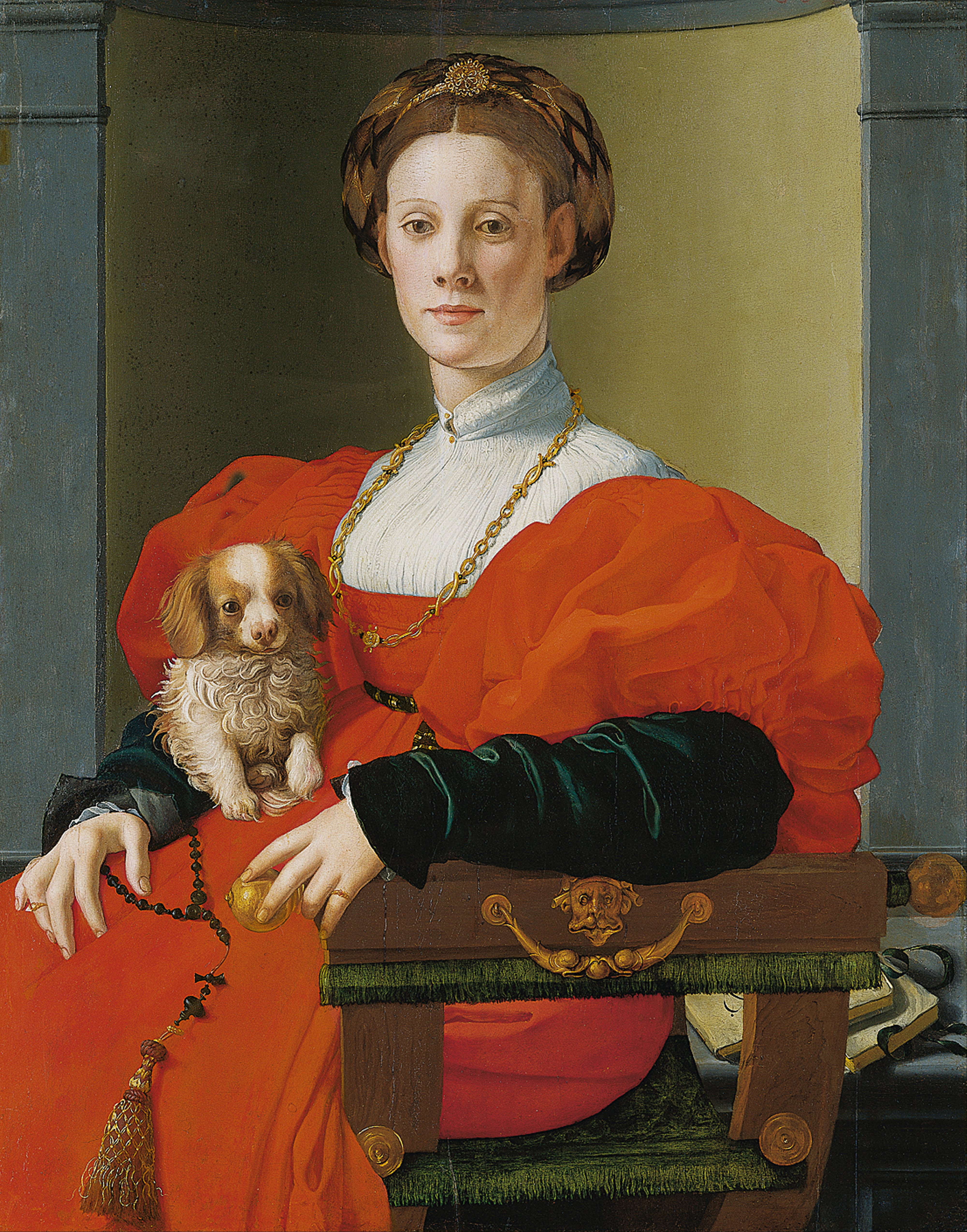
Agnolo Bronzino: Porträt einer vornehmen Dame in rotem Kleid, 1532/1533, Städelsches Kunstinstitut, Frankfurt am Main
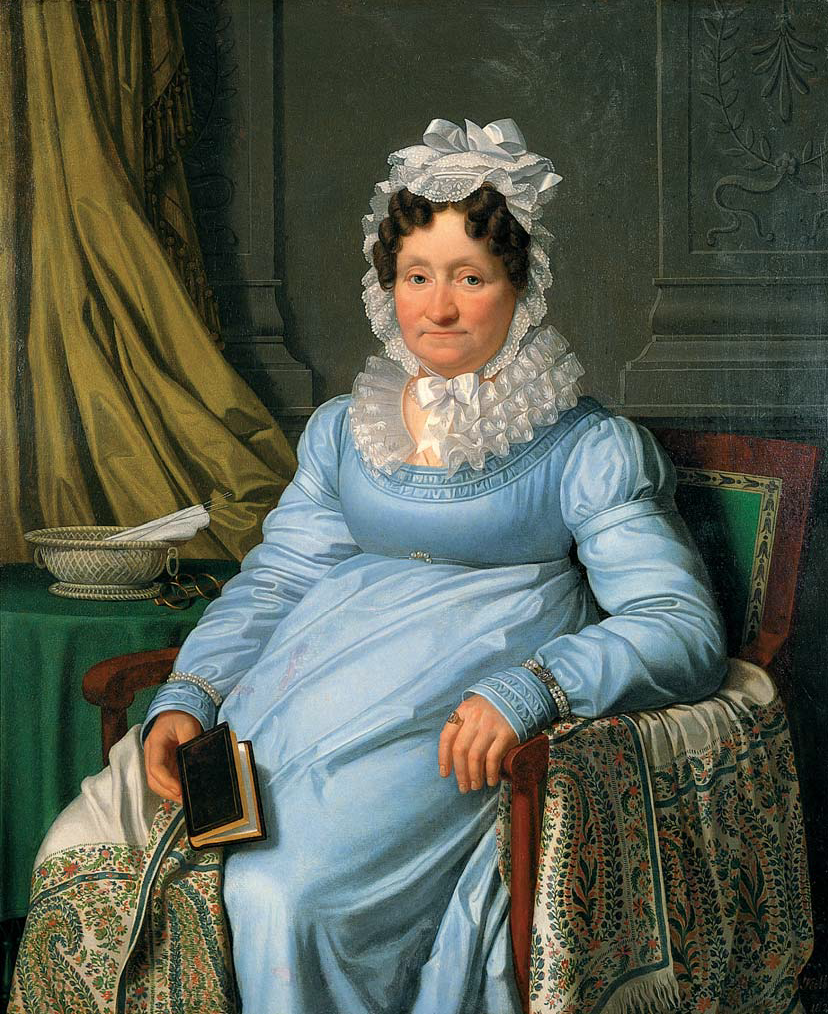
Heinrich Christoph Kolbe: Bildnis Gertrud de Weerth, 1825, Von der Heydt-Museum, Wuppertal
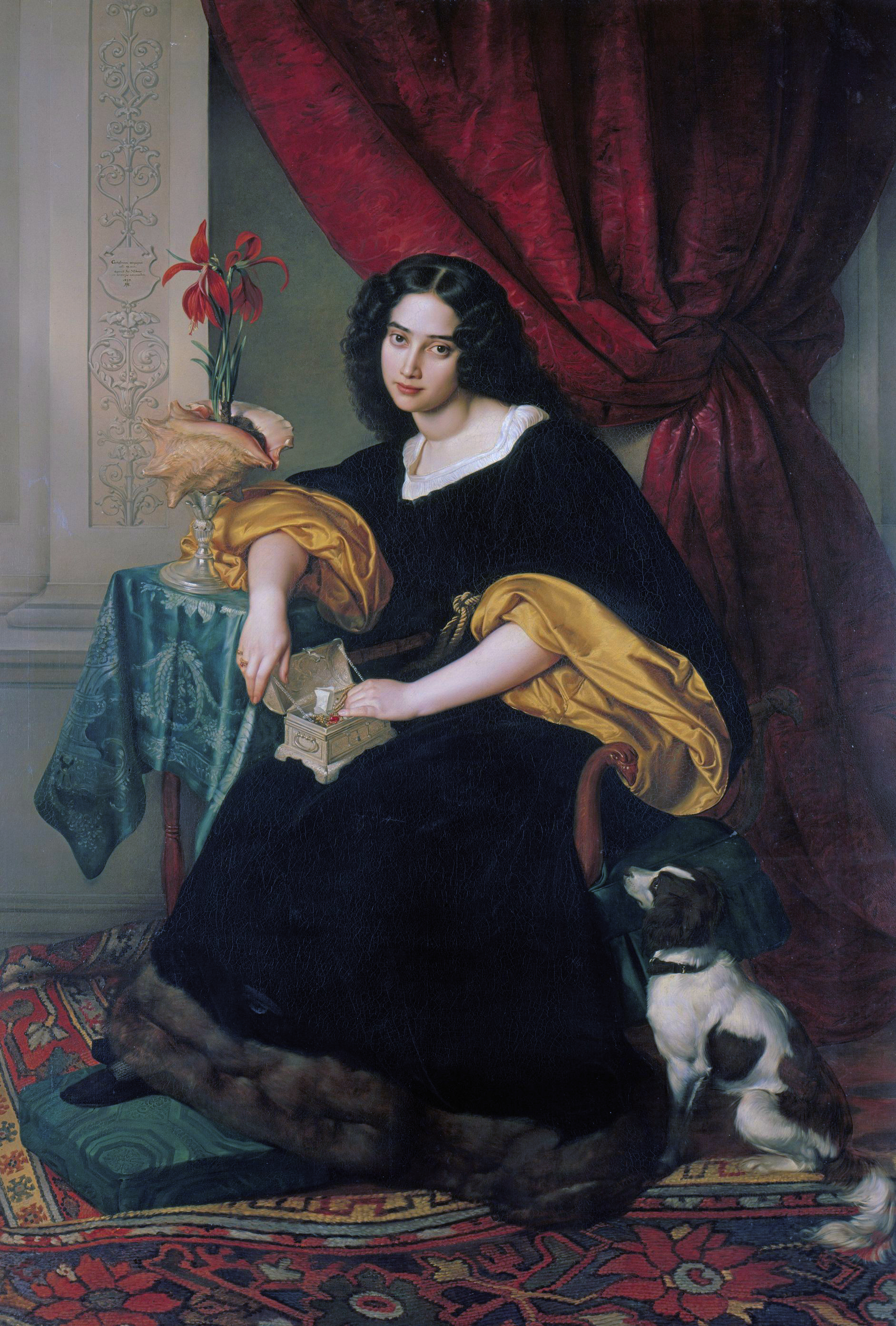
Julius Hübner: Porträt der Pauline Hübner, 1829, Alte Nationalgalerie, Berlin
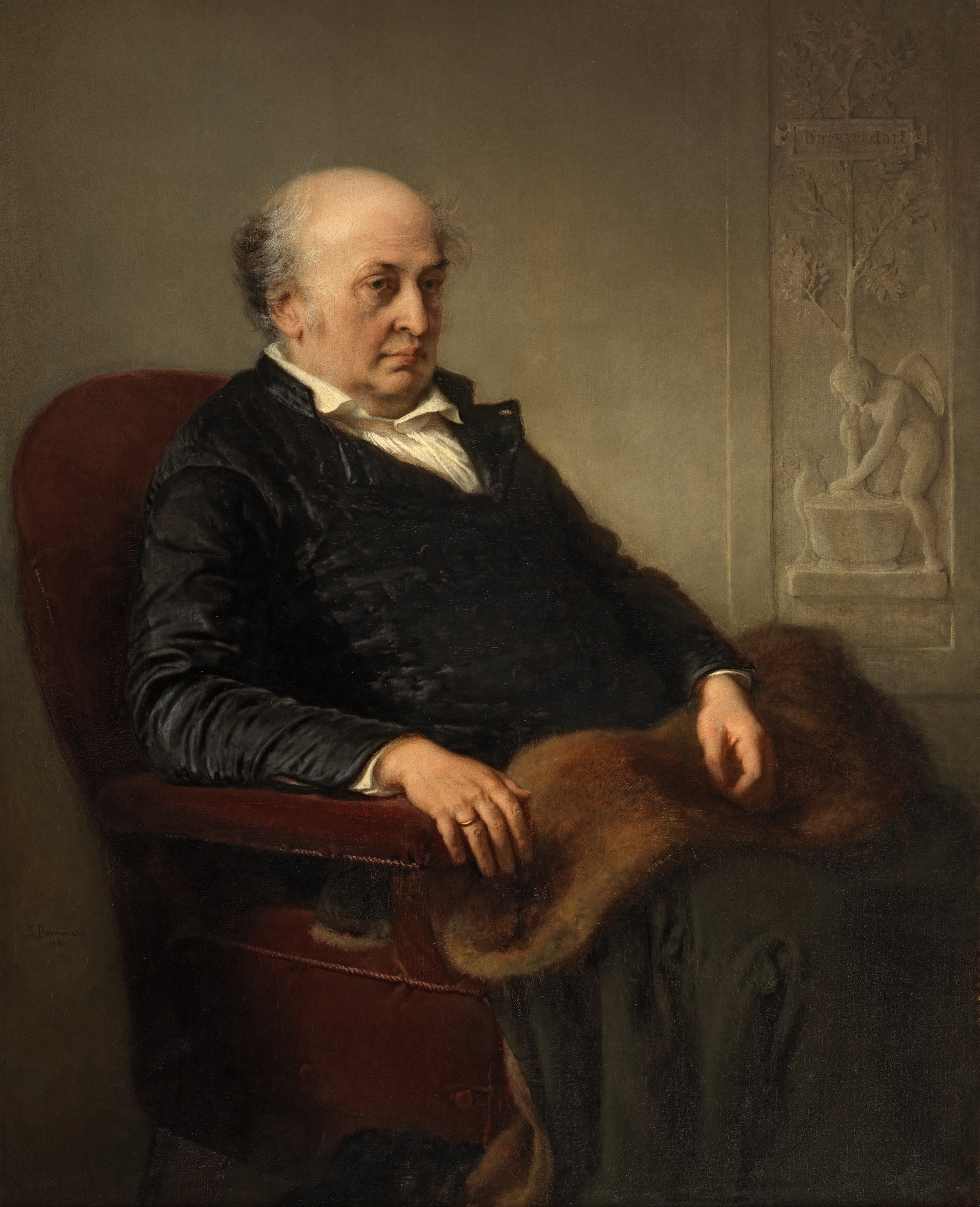
Eduard Bendemann: Bildnis Wilhelm von Schadow, 1860, Königliches Museum der Schönen Künste, Antwerpen

## Provenienz
Erstmals öffentlich präsentiert wurde das Bildnis in Gedächtnisausstellungen nach dem Tode Eduard Bendemanns, 1890 in Berlin und 1891 in der Kunsthalle zu Düsseldorf. In diesen Ausstellungen war der umfangreiche persönliche Nachlass des verstorbenen Malers, den Lida Bendemann zur Verfügung gestellt hatte, zu sehen. Dort dürfte auch der Maler und Kunstschriftsteller Friedrich Schaarschmidt das Bild gesehen haben. In seinem 1902 erschienenen Werk Zur Geschichte der Düsseldorfer Kunst zollte der scharfe Kritiker Bendemannscher Historienmalerei dem Lida-Bildnis „uneingeschränkte Anerkennung“.
Erneut wurde das Gemälde in der am 29. Mai 1925 eröffneten „Großen Jubiläumsausstellung“ in Düsseldorf öffentlich gezeigt. Historischer Anlass dieser Ausstellung war die Erinnerung an die Einverleibung Lotharingiens durch Heinrich I. in das Ostfrankenreich im Jahr 925. Auf Anregung des Düsseldorfer Archivdirektors Paul Wentzcke und mit politischer Unterstützung, insbesondere durch den Kölner Oberbürgermeister Konrad Adenauer, wurden in der damaligen Rheinprovinz, in Aachen, Düsseldorf und Köln, sogenannte „Jahrtausendfeiern“ organisiert. Diese Projekte waren als geschichtspolitische Demonstration des Deutschtums des Rheinlandes gedacht sowie gegen die anhaltende alliierte Besetzung und gegen deutsche Vertreter einer „Versackungspolitik“ in Berlin gerichtet, die zur Befreiung Deutschlands aus Bindungen des Versailler Vertrags eine vorübergehende Abtretung des Linken Rheinufers in Kauf nehmen wollten.
1926 erwarb die Städtische Kunstsammlung Düsseldorf das Bildnis von dem in Säckingen und Frankfurt am Main lebenden Maler und Kunsthistoriker Eduard von Bendemann, Bendemanns Enkel und Sohn des Admirals Felix von Bendemann.